# Aerangis bouarensis
Aerangis bouarensis é uma espécie de orquídea monopodial epífita, família Orchidaceae, que habita  Camarões e República Centro Africana. Esta planta é bastante similar à Aerangis stelligera; as diferenças resumem-se às proporções da planta e flor, e à pequena variação na cor da flor, de resto são iguais.